# Oncomelania hupensis
Oncomelania hupensis es una especie de molusco gastrópodo de la familia Pomatiopsidae. Es un importante vector de infecciones parasitarias en los trópicos y subtrópicos. El parásito de la sangre Schistosoma y el de los pulmones Paragonimus usan O. hupensis como su hospedador durante parte de ciclo de vida.